# Campeonato Europeo de Atletismo en Pista Cubierta de 1978
El IX Campeonato Europeo de Atletismo en Pista Cubierta se celebró en Milán (Italia) entre el 11 y el 12 de marzo de 1978 bajo la organización de la Asociación Europea de Atletismo (AEA) y la Federación Italiana de Atletismo.
Las competiciones se llevaron a cabo en el Palacio de los Deportes de la ciudad lombarda. Participaron 251 atletas de 25 federaciones nacionales afiliadas a la AEA.

## Resultados

### Masculino
| Evento                    | Oro                                               | Plata                                                 | Bronce                                             |
| ------------------------- | ------------------------------------------------- | ----------------------------------------------------- | -------------------------------------------------- |
| 60 m (11.03)              | Nikolái Kolesnikov Unión Soviética 6,64 s         | Petar Petrov Bulgaria 6,66 s                          | Aleksandr Aksinin Unión Soviética 6,73 s           |
| 400 m (12.03)             | Pietro Mennea · Italia · 46,51                    | Ryszard Podlas · Polonia · 46,55                      | Nikolái Chernyetski Unión Soviética 46,62          |
| 800 m (12.03)             | Markku Taskinen · Finlandia · 1:47,3              | Olaf Beyer República Democrática Alemana 1:47,7       | Roger Milhau Francia 1:47,8                        |
| 1500 m (12.03)            | Antti Loikkanen · Finlandia · 3:38,1              | Thomas Wessinghage Alemania Occidental 3:38,2         | Jürgen Straub República Democrática Alemana 3:40,2 |
| 3000 m (12.03)            | Markus Ryffel · Suiza · 7:49,5                    | Émile Puttemans · Bélgica · 7:49,8                    | Jörg Peter República Democrática Alemana 7:50,1    |
| 60 m vallas (12.03)       | Thomas Munkelt República Democrática Alemana 7,62 | Viacheslav Kulebiakin Unión Soviética 7,72            | Giuseppe Buttari · Italia · 7,86                   |
| Salto de altura (12.03)   | Vladimir Yashchenko Unión Soviética 2,35 m        | Rolf Beilschmidt República Democrática Alemana 2,29 m | Wolfgang Killing Alemania Occidental 2,27 m        |
| Salto con pértiga (11.03) | Tadeusz Ślusarski · Polonia · 5,45                | Vladimir Trofimenko Unión Soviética 5,40              | Vladimir Sergienko Unión Soviética 5,40            |
| Salto de longitud (12.03) | László Szálma · Hungría · 7,83                    | Ronald Desruelles · Bélgica · 7,75                    | Vladimir Tsepeliov Unión Soviética 7,73            |
| Salto triple (12.03)      | Anatoli Piskulin Unión Soviética 16,82            | Keith Connor Reino Unido 16,53                        | Aleksandr Yakovlev Unión Soviética 16,47           |
| Peso (12.03)              | Reijo Ståhlberg · Finlandia · 20,48               | Władysław Komar · Polonia · 20,16                     | Geoff Capes Reino Unido 20,11                      |

### Femenino
| Evento                    | Oro                                               | Plata                                               | Bronce                                           |
| ------------------------- | ------------------------------------------------- | --------------------------------------------------- | ------------------------------------------------ |
| 60 m (12.03)              | Marlies Göhr República Democrática Alemana 7,12 s | Linda Haglund · Suecia · 7,18 s                     | Liudmila Storozhkova Unión Soviética 7,27 s      |
| 400 m (12.03)             | Marina Sidorova Unión Soviética 52,42             | Rita Bottiglieri · Italia · 53,18                   | Karoline Käfer · Austria · 53,56                 |
| 800 m (12.03)             | Ulrike Bruns República Democrática Alemana 2:02,3 | Totka Petrova Bulgaria 2:02,5                       | Mariana Suman · Rumania · 2:03,4                 |
| 1500 m (12.03)            | Ileana Silai · Rumania · 4:07,1                   | Natalia Mărăşescu · Rumania · 4:07,4                | Brigitte Kraus Alemania Occidental 4:07,6        |
| 60 m vallas (11.03)       | Johanna Klier República Democrática Alemana 7,94  | Grażyna Rabsztyn · Polonia · 8,07                   | Sylvia Kempin República Democrática Alemana 8,15 |
| Salto de altura (11.03)   | Sara Simeoni · Italia · 1,94 m                    | Brigitte Holzapfel Alemania Occidental 1,91 m       | Urszula Kielan · Polonia · 1,88 m                |
| Salto de longitud (11.03) | Jarmila Nygrýnová Checoslovaquia 6,62             | Ildikó Erdélyi · Hungría · 6,49                     | Susan Reeve Reino Unido 6,48                     |
| Peso (12.03)              | Helena Fibingerová Checoslovaquia 20,67           | Margitta Droese República Democrática Alemana 19,77 | Eva Wilms Alemania Occidental 19,24              |

## Medallero
| Núm. | País           | Oro | Plata | Bronce | Total |
| ---- | -------------- | --- | ----- | ------ | ----- |
| 1    | RDA            | 4   | 3     | 3      | 10    |
| 2    | URSS           | 4   | 2     | 6      | 12    |
| 3    | Finlandia      | 3   | 0     | 0      | 3     |
| 4    | Italia         | 2   | 1     | 1      | 4     |
| 5    | Checoslovaquia | 2   | 0     | 0      | 2     |
| 6    | Polonia        | 1   | 3     | 1      | 5     |
| 7    | Rumania        | 1   | 1     | 1      | 3     |
| 8    | Hungría        | 1   | 1     | 0      | 2     |
| 9    | Suiza          | 1   | 0     | 0      | 1     |
| 10   | RFA            | 0   | 2     | 3      | 5     |
| 11   | Bélgica        | 0   | 2     | 0      | 2     |
| 11   | Bulgaria       | 0   | 2     | 0      | 2     |
| 13   | Reino Unido    | 0   | 1     | 2      | 3     |
| 14   | Suecia         | 0   | 1     | 0      | 1     |
| 15   | Austria        | 0   | 0     | 1      | 1     |
| 15   | Francia        | 0   | 0     | 1      | 1     |
|      | TOTAL          | 19  | 19    | 19     | 57    |